# Ямасіта Гентаро
Барон Ямасіта Гентаро (яп. 山下 源太郎; 30 липня 1863 — 18 лютого 1931) — японський військово-морський офіцер, адмірал.

## Біографія
Ямасіта закінчив 10 клас японської імператорської Військово-морської академії в 1883 році, де посів 4-е місце з 27 курсантів. Після служби мічманом на броненосці «Руйджо» та крейсері «Асама» він був призначений на низку суден на чолі військово-морського флоту, в тому числі: корвет «Джинджей», броненосець «Фузо», корвет «Каїмон», канонерка «Атаго», крейсер «Такачіхо». Потім навчався на розширених курсах морської артилерії і в 1891 році був призначений головним артилерійським офіцером корвета «Хаяй», потім був переведений на корвети «Каїмон» і «Мусасі».
Під час Першої китайсько-японської війни Ямасіта служив головним артилерійським офіцером корветів «Конго» і «Акіцусіма». Наприкінці війни Ямасіту перевели на берег, де він виконував ряд адміністративних доручень.
В 1896 році Ямасіта був направлений в Англію для спостереження за будівництвом військових кораблів. Після повернення в Японію в 1899 році він був призначений заступником капітана крейсерів «Ізумі» і «Касуга».
В липні 1900 року Ямасіта був призначений командувачем японських морських піхотинців під час Боксерського повстання в Тяньцзіні, потім проходив спеціальну службу в Гонконгу і Чефу.
Під час Російсько-японської війни Ямасіта служив офіцером з планування операцій у Генеральному штабі Імператорського флоту Японії. Після війни він був призначений в командування крейсера «Івате» — це був єдиний раз, коли Ямасіта по-справжньому командував кораблем. В 1906/12 роках служив на різних штабних посадах. В 1910/14 роках він був комендантом японської імператорської Військово-морської академії.
Після вступу Японії в Першу світову війну до 1915 року Ямасіта служив заступником начальника Генерального штабу Імператорського флоту Японії. Після цього він був призначений головнокомандувачем військово-морського округу Сасебо. З 1 грудня 1917 року — головнокомандувач 1-го флоту Імператорського флоту Японії. З 1 вересня по 28 жовтня 1918 року — командувач Об'єднаним флотом.
З 1 грудня 1920 по 15 квітня 1925 року — начальник Генерального штабу Імператорського флоту Японії, після чого займав кілька почесних і церемоніальних постів. З 1928 року решту життя прожив на самоті. Похований на цвинтарі Аояма в Токіо.

## Нагороди
- Орден Вранішнього Сонця
  - 6-го класу (1895)
  - 4-го класу (1901)
  - 3-го класу (1901)
  - 1-го класу (1915)
- Орден Золотого шуліки
  - 4-го класу (1901)
  - 3-го класу (1901)
- Орден Священного скарбу
  - 6-го класу (1895)
  - 2-го класу (1914)
- Орден Почесного легіону, командор (Франція; 1924)
- Орден Квітів павловнії (1928)
- Баронський титул (10 листопада 1928)
- Численні медалі.